# 1030
1030 (MXXX) je bilo navadno leto, ki se je po julijanskem koledarju začelo na četrtek.

## Dogodki
- 29. julij - Bitka pri Stiklestadu med vojsko norveškega kralja Olafa II. in njegovimi poganskimi podložniki. Olaf je v bitki ubit.
- Ustanovitev mest Kaunasa v Litvi in Tartuja v Estoniji.
- Henrik I. in Robert I. Burgundski, sinova francoskega kralja Roberta II. vodita upor  proti svojemu očetu. 1031 ↔
- Bitka pri Azadu: bizantinski cesar Roman III. Argir napade Sirijo, vendar ga hudo porazi vojska Alepskega emirata.↓
- → Po arabski zmagi in bizantinskem debaklu v bitki pri Azadu bizantinski general Jurij Manijak izkoristi neurejen umik Arabcev z bizantinskim pratežem in jih v protinapadu premaga.
- Po smrti očeta Mahmuda Ghaznija prevzame nadzor nad Gaznavidskim imperijem njegov sin Masud.
- Začetek gradnje Speyerske katedrale.

## Rojstva
- 26. julij - Stanislav iz Szczepanówa, škof Krakova in svetnik († 1079)

Neznan datum
- Baldvin VI., flamski grof († 1070)
- Bruno iz Kölna, svetnik, ustanovitelj kartuzijanov († 1101)
- Gertruda Saksonska, holandska grofica in regentinja († 1113)
- Hajdu, mongolski kan († 1100)
- Odo iz Bayeuxa, grof Kent, anglonormanski škof, polbrat Viljema Osvajalca († 1097)
- Sigebert iz Gemblouxa, francoski kronist († 1112)
- Vsevolod I, veliki knez Kijeva († 1093)
- Werner I., habsburški grof († 1096)

## Smrti
- 30. april - Mahmud Ghazni, sultan gaznavidskega imperija (* 971)
- 29. julij - Olaf II., norveški kralj (* 995)
- 30. september - Viljem V., akvitanski vojvoda (* 969)

Neznan datum
- Adalbéron iz Laona, škof in pesnik